# Butylhydroxitoluen

Strukturformel

Butylhydroxitoluen eller BHT är en syntetiskt framställd antioxidant med E-numret E321. Får enligt livsmedelsverket användas i följande livsmedelsprodukter: animaliska och vegetabiliska fetter (dock ej olivolja), tuggummi och kosttillskott.